# Piario
Piario is een gemeente in de Italiaanse provincie Bergamo (regio Lombardije) en telt 990 inwoners (31-12-2004). De oppervlakte bedraagt 1,5 km², de bevolkingsdichtheid is 1022,00 inwoners per km².
De volgende frazioni maken deel uit van de gemeente: Groppino.

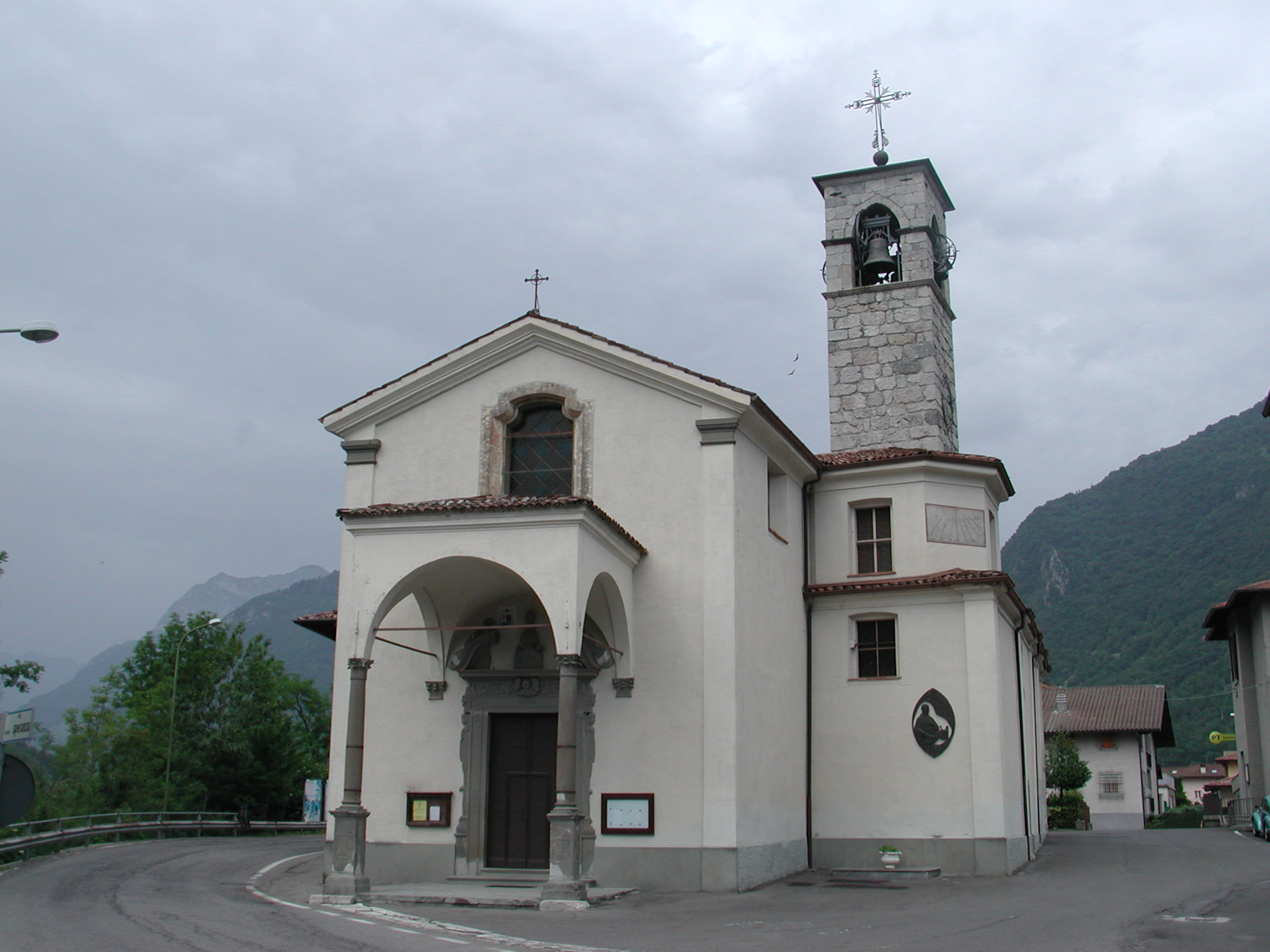
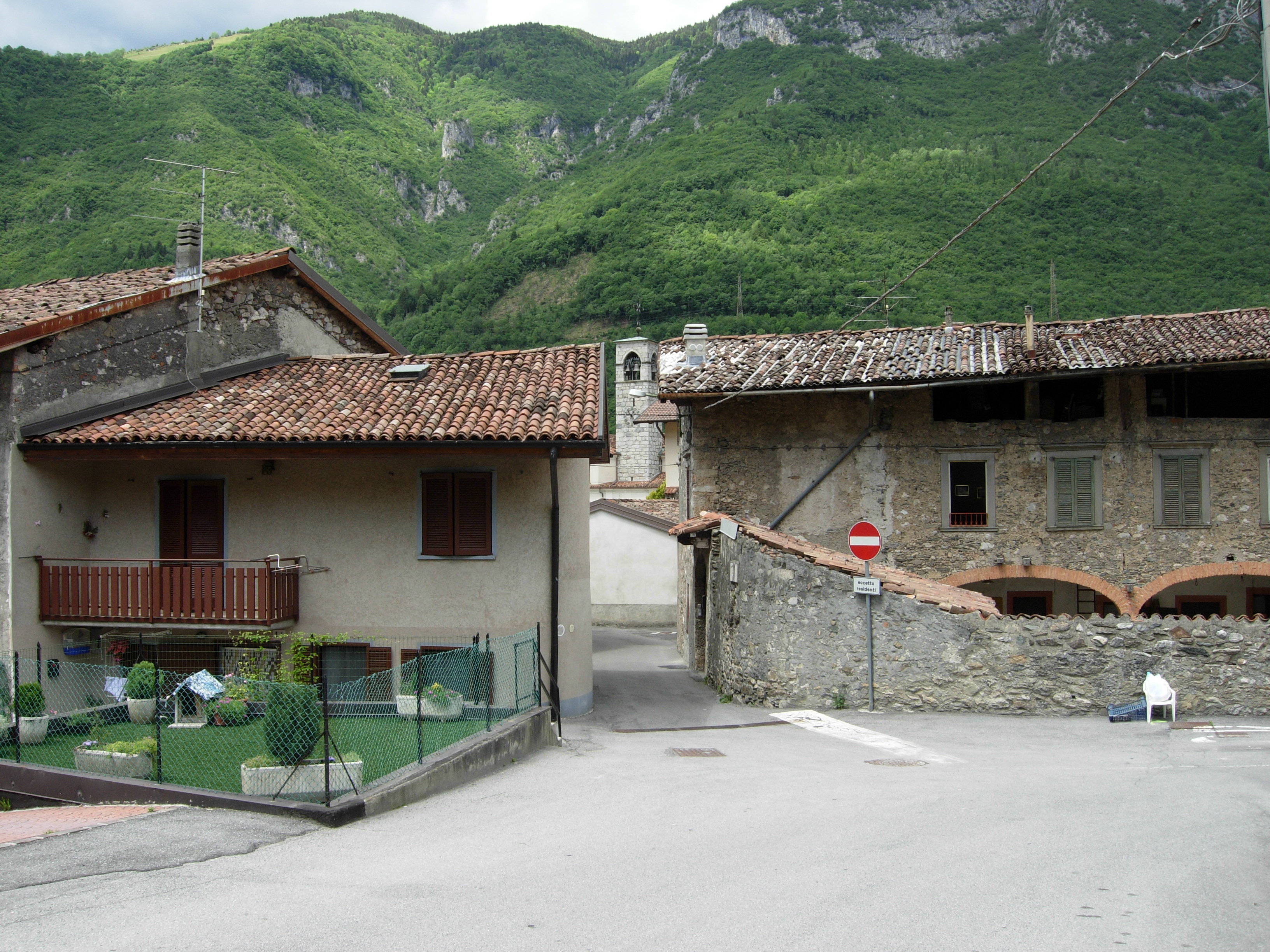

## Demografie
Piario telt ongeveer 401 huishoudens. Het aantal inwoners steeg in de periode 1991-2001 met 13,1% volgens cijfers uit de tienjaarlijkse volkstellingen van ISTAT.
| Jaar | Inwoneraantal |
| ---- | ------------- |
| 1991 | 812           |
| 2001 | 918           |
| 2004 | 990           |

## Geografie
De gemeente ligt op ongeveer 539 m boven zeeniveau.
Piario grenst aan de volgende gemeenten: Clusone, Parre, Villa d'Ogna.